# Ctenoscelis
Ctenoscelis is een kevergeslacht uit de familie van de boktorren (Cerambycidae). De wetenschappelijke naam van het geslacht werd voor het eerst geldig gepubliceerd in 1832 door Audinet-Serville.

## Soorten
Ctenoscelis omvat de volgende soorten:
- Ctenoscelis acanthopus (Germar, 1824)
- Ctenoscelis ater (Olivier, 1795)
- Ctenoscelis coeus (Perty, 1832)